# Kasownik

Przykładowe użycie kasownika

Kasownik (♮) – znak chromatyczny przygodny, element notacji muzycznej anulujący działanie innych znaków chromatycznych.
Kasownik umieszczany jest bezpośrednio przed nutą i dotyczy wszystkich dźwięków przypisanych temu samemu miejscu na pięciolinii w obrębie danego taktu. Może też być umieszczany nad nutą – wtedy jego użycie jest fakultatywne (kasownik umieszczony w nawiasie nad nutą ma charakter informacyjny). Kasownik stosuje się również w przypadku zmiany tonacji, anulując zbędne znaki przykluczowe (umieszcza się go wtedy po podwójnej kresce taktowej, przy czym współcześnie używa się również kreski pojedynczej lub też, jak w przypadku radzieckich wydawnictw muzycznych, rezygnuje się z niej całkowicie). W przeszłości używano podwójnego kasownika (♮♮), który anulował działanie podwójnego krzyżyka lub bemola.
W Unicode znak ♮ ma kod (U+266E) i znajduje się w grupie Inne Symbole (ang. Miscellaneous Symbols); jego encja HTML to &#9838;